# Santa Clara, Aguascalientes
Santa Clara är en ort i Mexiko.   Den ligger i kommunen El Llano och delstaten Aguascalientes, i den centrala delen av landet, 400 km nordväst om huvudstaden Mexico City. Santa Clara ligger 2 010 meter över havet och antalet invånare är 290.
Terrängen runt Santa Clara är en högslätt. Runt Santa Clara är det ganska tätbefolkat, med 56 invånare per kvadratkilometer. Närmaste större samhälle är Villa Licenciado Jesús Terán, 11,1 km väster om Santa Clara. Trakten runt Santa Clara består till största delen av jordbruksmark.